# Journey to the Centre of the Earth (álbum)
Journey to the Centre of the Earth —en español: Viaje al centro de la Tierra— es el segundo álbum del tecladista y compositor inglés Rick Wakeman, lanzado en 1974 a través de A&M Records. El álbum fue grabado en el segundo concierto que dio en enero de 1974 en el Royal Festival Hall de Londres. Su concepto está basado en la novela homónima de ciencia ficción del escritor Julio Verne, la cual narra la historia del profesor Lidinbrok, su sobrino Axel, y su guía Hans, que siguen un pasaje al centro de la tierra originalmente descubierto por Arne Saknussemm, un alquimista islandés. Wakeman toca junto con la London Symphony Orchestra, la English Chamber Choir y un grupo de músicos escogido para su banda, que más tarde se convirtió en The English Rock Ensemble. El actor David Hemmings provee la narración de la historia.
Como el costo de la grabación del álbum en un estudio era demasiado alto, la música fue en cambio grabada en vivo en concierto. Después de una serie de problemas que se resolvieron durante la mezcla del álbum, Journey to the Centre of the Earth fue en general bien recibido por los críticos musicales. El registro encabezó el UK Albums Chart, el primer álbum de A&M Records en hacerlo y alcanzó el número 3 en el Billboard 200. Fue certificado disco de oro por la RIAA en octubre de 1974 y  Wakeman obtuvo un Premio Ivor Novello y una nominación para un Premio Grammy. Un total de 14 millones de copias del álbum se han vendido en todo el mundo. En 1999, Wakeman publicó una secuela titulada Return to the Centre of the Earth. En 2012, grabó una nueva versión de la partitura original.

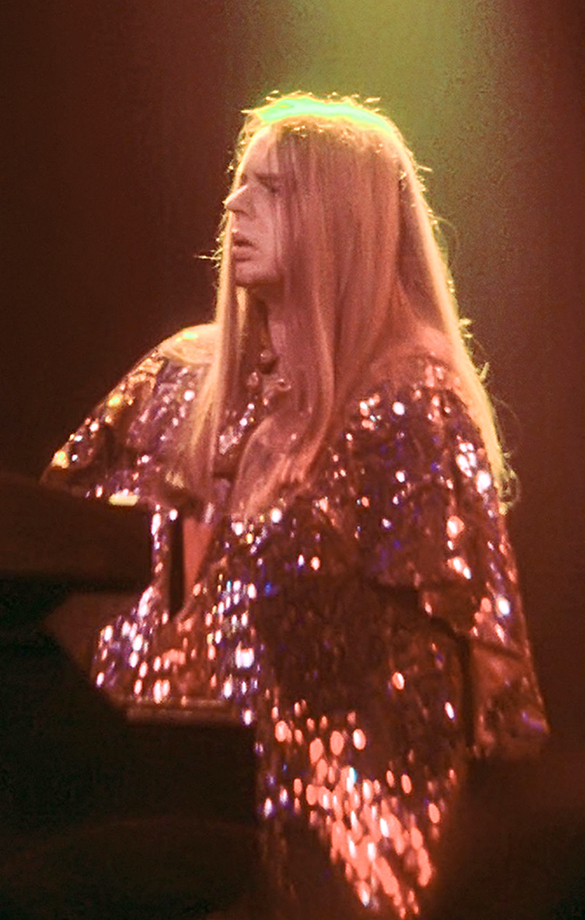
El músico durante una actuación de Yes en la sala Winterland de San Francisco, en 1974

## Lista de canciones
- Todas las canciones escritas por Wakeman. "The Forest" incluye un extracto de In the Hall of the Mountain King de Edvard Grieg, que se acredita en el arte del álbum.

Lado A
1. "The Journey"/"Recollection" – 21:20

Lado B
1. "The Battle"/"The Forest" – 18:57

## Personal
|  | Equipo de Wakeman - 3 Mellotrons - 2 sintetizadores Minimoog - Piano de cola - Órgano Hammond - Piano eléctrico Rhodes - Piano eléctrico RMI - Clavinet Hohner - Piano Honky-tonk | Músicos adicionales - Gary Pickford-Hopkins – voz - Ashley Holt – voz - Mike Egan – guitarra eléctrica - Roger Newell – bajo - Barney James – batería - David Hemmings – narración - David Measham – conductor - London Symphony Orchestra - English Chamber Choir | Producción - Danny Beckerman – arreglos - Will Malone – arreglos - Pete Flanagan – ingeniero - Keith Grant – ingeniero de producción - Lou Reizner – coordinación de producción - Paul Tregurtha – ingeniero - Michael Doud – dirección de arte original - Michael Wade – diseño original - Chris Foster – fotógrafo - Paul Wakefield – fotógrafo - Peter Waldman – fotógrafo - Nigel Messett – fotógrafo - Ken Randall – fotógrafo |

## Listas de éxitos
| Lista (1974)     | Posición máxima |
| ---------------- | --------------- |
| UK Albums Chart  | 1               |
| US Billboard 200 | 3               |

| Fecha | País                  | Certificación |
| ----- | --------------------- | ------------- |
| 1974  | Estados Unidos (RIAA) | Oro           |
| 1975  | Brasil                | Oro           |